# Гусев, Александр Михайлович
Александр Михайлович Гусев (18 марта 1912, Москва — 1994, там же) — советский учёный-метеоролог, доктор физико-математических наук, профессор МГУ, полярник, заслуженный мастер спорта СССР по альпинизму (1943).

## Биография
Свою научную и экспедиционную деятельность начал зимой 1934 года в качестве наблюдателя Эльбрусской высокогорной метеостанции. 17 января 1934 года А. М. Гусев участвовал в первом зимнем восхождении на Эльбрус, где был выполнен комплекс стандартных метеорологических наблюдений. Через полгода здесь начала свою работу Эльбрусская экспедиция Академии наук СССР.
В сентябре 1934 года А. М. Гусев поступил в Московский гидрометеорологический институт, образованный в 1932 году на базе МГУ.
6 февраля 1935 года А. М. Гусев совершил с группой студентов новое зимнее восхождение на Эльбрус.
После окончания института с 1939 года А. М. Гусев работал в Институте теоретической геофизики АН СССР, затем работал на полярной станции Диксон.
В период Великой Отечественной войны инженер-капитан Красной Армии А. М. Гусев возглавлял специальный отряд 394-й стрелковой дивизии в боях на Клухорском перевале. В сентябре 1942 года отряд Гусева, опередив гитлеровцев, занял горную седловину в верховье Клыча, обеспечив надежное прикрытие основных сил.
Зимой 1943 года Александр Михайлович в качестве командира группы из 20 человек (в которую входила одна девушка-альпинист — Люба Коротаева) водружает красный флаг на Эльбрусе после разгрома немецких горных подразделений на Кавказе. Об этом эпизоде своей биографии он написал в книге «Эльбрус в огне».
Летом 1943 года А. М. Гусев был направлен во вновь созданный Государственный океанографический институт гидрометеорологической службы Красной Армии. Здесь группа гидрографов под руководством Гусева решила одну из сложнейших задач гидроаэромеханики судна, касающуюся его дрейфа, рыскания и управления при действии ветра. Был разработан и построен прибор для нахождения суммарной поправки на действие ветра при определении места корабля в море методом счисления.
В январе 1944 года Александр Михайлович защитил кандидатскую диссертацию, подготовка которой была завершена ещё перед войной. В том же году при проведении океанологических исследований в Каспийском море А. М. Гусев участвует в первых погружениях на отечественном гидростате.
В 1946 году после демобилизации А. М. Гусев работает в Морской гидрофизической лаборатории в Крыму под руководством академика В. В. Шулейкина.
В 1951 году Ученый совет МГУ присуждает А. М. Гусеву ученую степень доктора физико-математических наук.
В 1954 году А. М. Гусев работает на дрейфующей станции Северный Полюс-3, а уже в 1955 году становится участником Первой комплексной Антарктической экспедиции.
После прихода дизель-электрохода «Обь» к побережью Антарктиды в бухте Фарр 5 января 1956 года А. М. Гусев возглавил первую группу лыжников, направленную на берег для проведения рекогносцировки на местности. В состав лыжной группы вошли начальник морской экспедиции профессор В. Г. Корт, гляциологи профессора Г. А. Авсюк и П. А. Шумский, кинооператор А. С. Кочетков и корреспондент газеты «Комсомольская правда» А. Р. Барашев. Вслед за ними пешком на берег отправились ещё двое — географ, профессор К. К. Марков, и геолог, профессор О. С. Вялов. Эти восемь человек были первыми россиянами, ступившими на берег ледяного континента.
По воспоминаниям самого Александра Михайловича это историческое событие проходило следующим образом:

Подъём на барьер оказался очень простым, и мы считали уже, что находимся на материке. Но когда прошли несколько дальше от барьера по направлению к камням, то обнаружили огромную трещину, преградившую дальнейшее продвижение. Вскоре стало ясно, что это не трещина — она была слишком широка. Мы выяснили, что находимся не на материке, а на огромном айсберге, вероятно, недавно отделившемся от основного оледенения, но ещё сидящем на грунте и не начавшем плавание: внизу между нами и противоположным краем виден был частично взломанный припай с лежащими на нем обломками льда. Это было сравнительно недалеко от цели нашей разведки — гряды камней и не сулило ничего хорошего. Действительно, раз здесь лед движется, то участки склонов вблизи камней может постигнуть такая же участь, какая постигла тот, на котором мы находились.
В дальнейшем А. М. Гусев принимал участие в авиаразведках купола Антарктиды.
27 мая 1956 года под руководством А. М. Гусева открыта станция Пионерская — первая внутриматериковая станцию в Антарктиде. Четыре полярника в тяжелейших бытовых и климатических условиях полностью выполнили программу наблюдений и подготовили станцию для работы следующей смены.
В 1958—1959 гг. участвовал в работах 3-й САЭ.
В период 1965—1988 гг. профессор Александр Михайлович Гусев заведовал кафедрой физики моря и вод суши МГУ, сотрудники которой выполнили целый ряд оригинальных научных исследований.
Скончался после тяжелой болезни в 1994 году в Москве. Чуть позже, выполняя волю отца, дочь поднялась на вершину Эльбруса, где развеяла прах отца.

## Награды и звания
Награждён орденами Ленина (1961), Красной Звезды (20.03.1943), Отечественной войны II степени (09.02.1943, 06.04.1985), медалью «За боевые заслуги» (16.10.1942), золотой медалью С. О. Макарова (1987).